# Mühlstein
Mühlstein är ett berg i Österrike.   Det ligger i distriktet Salzburg-Umgebung och förbundslandet Salzburg, i den centrala delen av landet, 250 km väster om huvudstaden Wien. Toppen på Mühlstein är 1 060 meter över havet, eller 321 meter över den omgivande terrängen. Bredden vid basen är 4,0 km.
Terrängen runt Mühlstein är huvudsakligen kuperad, men västerut är den bergig. Runt Mühlstein är det ganska tätbefolkat, med 83 invånare per kvadratkilometer.. Närmaste större samhälle är Salzburg, 8,1 km nordväst om Mühlstein. 
I omgivningarna runt Mühlstein växer i huvudsak blandskog.